# Longin (Talypin)
Longin, sekulárním jménem Jurij Vladimirovič Talypin (17. února 1946, Helsinky – 25. srpna 2014, Düsseldorf) byl ruský pravoslavný arcibiskup.

## Život
Dětství a mládí prožil ve Finsku. Jeho rodiče, Vladimir Talypin a Tatiana Yakovleva, byli bílí ruští emigranti. Měl staršího bratra Lewa.
Dne 11. dubna 1969 složil věčné sliby, 13. dubna téhož roku se stal jerodiákonem a 18. května jeromonachem. Přijal mnišské jméno Longin, na počest svatého Longina. Od roku 1969 sloužil ve farnosti Ochrany Panny Marie v Helsinkách, jedné z mála pravoslavných komunit ve Finsku, které zůstávají pod jurisdikcí Ruské pravoslavné církve. Absolvoval dálkovou formou teologický seminář a následné Teologickou akademii v tehdejším Leningradu (v roce 1969, resp. 1974), dnešním Petrohradu. Před vysvěcením působil na japonské ambasádě ve Finsku.
Obdržel biskupskou chirotonii. V roce 1989 obdržel arcibiskupskou hodnost. Zatímco zůstal v Německu jako farář stauropigiální farnosti Ochrany Panny Marie v Düsseldorfu, získal titul arcibiskupa Klinu, vikáře Moskevské eparchie. Od února 1995 až do své smrti vedl Zastoupení Ruské pravoslavné církve v Německu. Zasloužil se o vytvoření farností Moskevského patriarchátu v Dánsku a na Islandu. Zemřel v roce 2014 a byl pohřben na městském hřbitově v Bonnu po smuteční liturgii v místním katolickém kostele sv. Šebestiána (zpřístupněna pravoslavným pro liturgické účely) celebrovaná metropolitou Hilarionem z Volokolamsku.